# Modell (Wissenschaft)

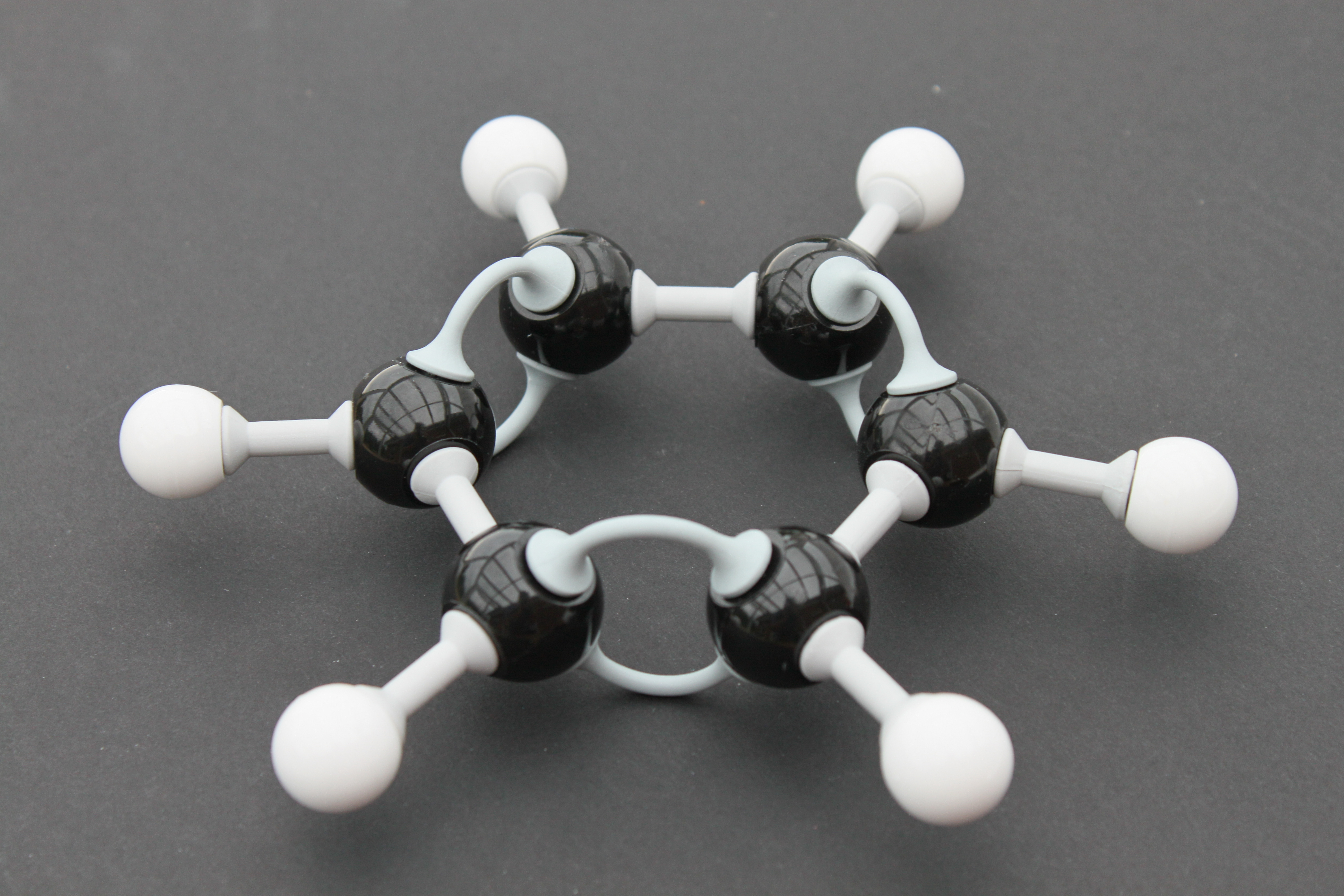
Modell (Kugel-Stab-Modell) des Benzol-Moleküls („Benzolring“)

Unter einem Modell versteht man in Wissenschaft und Philosophie eine Abbildung oder Repräsentation eines Objektes, eines Verhaltens oder eines Systems, das man verstehen möchte. Eine einheitliche Terminologie ist aber weder in der Wissenschaft noch in der Philosophie in Gebrauch. Die Unterscheidung zwischen Modell und Theorie ist unscharf. Wegen seines oft vorhandenen theoretischen Inhalts und weil eine Theorie oft mit Hilfe eines Modells dargestellt wird, werden beide Begriffe gelegentlich synonym verwendet.

## Begriffliche Bestimmung
Der Begriff des Modells stammt, seiner ursprünglichen Bedeutung nach, vom lateinischen ‹modulus› (Maß, Takt, Vorbild) ab; entsprechend auch das italienische ‹modello›, das französische Wort ‹modèle›, und das englische Wort ‹model›. Im Zusammenhang mit der vor allem nominalistischen Strömung der neuzeitlichen Philosophie gewann der Begriff des Modells diejenige Bedeutung, die er bis heute in den modernen Naturwissenschaften erhalten hat:
- Einerseits ist das Modell technischer Repräsentant zum ‹künstlerischen Experimentieren›, als ein ‹Raumgeber› anstelle des natürlichen Objekts. (Das schließt auch Gedankenexperimente mit ein, ebenso mathematisch-geometrische Konstruktionen zur Begründung von Hypothesen und Naturgesetzen, oder auch Computermodelle. In diesem Sinn ist etwa das Kopernikanische Planetensystem ein Modell der Wirklichkeit.)
- Andererseits dient das reale oder begriffliche Modell als ‹Muster› oder ‹Vorbild zur Verwirklichung› für eine endgültige Realisierung.

Allgemein dient der Modell-Begriff in den Wissenschaften als ein nomologisches ‹Muster›, welches für ein real gegebenes Objekt steht. Er ist somit seit den neuzeitlichen Wissenschaften von ‹Überlegungen zum Wesen losgelöst› worden.
Der Modellbegriff hat durch technologische Entwicklungen eine wachsende Bedeutung erlangt. So werden Modelle zunehmend für die Simulation und Analyse komplexer Systeme wie Klimamodelle oder epidemiologische Modelle verwendet.

## Modelle in verschiedenen Wissenschaften

### Biologie
In der biologischen und medizinischen Forschung ist ein Tiermodell ein nichtmenschliches Lebewesen, dessen Zweck die Erforschung menschlicher Krankheiten ist, ohne dabei am Menschen direkt experimentieren zu müssen. Dies wirft ethische Fragen auf, insbesondere im Hinblick auf Tierversuche. Fortschritte in der Technologie, wie die Entwicklung von organ-on-a-chip-Systemen oder in silico-Modellen, bieten jedoch zunehmend Alternativen, die ethisch vertretbarer sind (Börner & Scharnhorst, 2009). Allgemeiner sind Modellorganismen ausgewählte Spezies von Bakterien, Viren, Pilzen, Pflanzen oder Tiere, die ihre jeweilige taxonomische Gruppierung repräsentieren und der biologischen Forschung dienen.

### Chemie
In der Chemie dienen Modelle insbesondere zur Veranschaulichung von kleinsten Teilchen, wie beispielsweise Atome und Moleküle, und zur Erklärung und Deutung von chemischen Reaktionen, die oftmals auch simuliert werden. Modellexperimente stellen häufig die Funktion von technischen Prozessen dar. Mathematische Modelle sind essenziell, um chemische Reaktionen auf molekularer Ebene zu verstehen. Sie ermöglichen präzise Vorhersagen über Reaktionsmechanismen, wie die Quantensimulation von Molekülen zeigt. Diese Modelle werden zunehmend für die Entwicklung effizienter Katalysatoren eingesetzt.

### Informatik
Z. B. sind in der Informatik spezielle Modellierungsmethoden entwickelt worden, um Bewertungen bereits vor der eigentlichen Systemrealisierung durchführen zu können.
Andere Anwendungen sind mit besonderen Modell-Begriffen verbunden.
- Ein Computermodell ist ein mathematisches Modell, das aufgrund seiner Komplexität und/oder der schieren Anzahl von Freiheitsgraden nur mit einem Computer ausgewertet werden kann.
- 3D-Modelle von Körpern werden in der Computergrafik und verwandten Gebieten mit Hilfe der geometrischen Modellierung erzeugt.
- Ein Digitales Geländemodell (DGM) bzw. Digitales Höhenmodell (DHM) ist ein digitales, numerisches Modell der Geländehöhen und -formen. Ein DGM bzw. DHM stellt im Gegensatz zum Digitalen Oberflächenmodell (DOM) keine Objekte auf der Erdoberfläche

dar (z. B. Bäume oder Häuser).

### Mathematik
Mathematisches Modell
Mathematische Modelle beschreiben die gegenständliche Wirklichkeit, zum Beispiel in der numerischen Wettervorhersage. 
Die Validierung mathematischer Modelle erfolgt durch den Vergleich mit empirischen Daten, um deren Aussagekraft zu gewährleisten. Diese Modelle finden breite Anwendung, unter anderem in der Ökonomie, Physik und Biologie, wo sie zur Analyse und Darstellung komplexer Zusammenhänge dienen (Thalheim & Nissen, 2015). Die Validierung mathematischer Modelle erfolgt durch den Vergleich mit empirischen Daten, um deren Aussagekraft zu gewährleisten. Diese Modelle finden breite Anwendung, unter anderem in der Ökonomie, Physik und Biologie, wo sie zur Analyse und Darstellung komplexer Zusammenhänge dienen (Thalheim & Nissen, 2015).
Modell in der mathematischen Logik
Eine spezielle Bedeutung hat Modell in der Mathematischen Logik, die das Studium der Ausdrucksstärke von formalen Logiken und formalen Beweissystemen umfasst. In der mathematischen Logik werden die Begriffe Modell und Theorie voneinander differenziert. Der Begriff des Modells geht dabei auf Alfred Tarskis Verwendung zurück, die aus seiner formalisierten Semantik für logische Sprachen entsprungen ist. Er bildet zugleich den Ausgangspunkt der modelltheoretischen oder semantischen Sicht auf wissenschaftliche Theorien.
Demnach bezeichnet ein Modell eine Objektmenge einschließlich der Interpretation aller symbolischen Formeln, die aus der formellen Theorie gewonnen werden können. Somit versteht man unter einem Modell einen Gegenstand, der alle Prädikatensymbole, Funktionen und Operationen der Theorie erfüllt. In diesem Sinne ist die Theorie selbst eine formalisierte (logische) Sprache einschließlich der Modellmenge, dem Axiomensystem und dessen Menge an Aussagen, die aus ihm streng und sinnvoll gefolgert werden können.
Nach diesem vorrangig formalen Verständnis von wissenschaftlichen Modellen bildet zum Beispiel das Axiomensystem der Euklidischen Geometrie die syntaktischen Struktur der Geometrie, das in überlieferter Weise die Theorie genannt wird. Ihre formalen Modelle sind die Realisierungen der Theorie, interpretierte Strukturen. So ist etwa eine Ebenengleichung (z. B. {\displaystyle E\colon \,2x+3y=z}) formaler Repräsentant und eine Realisierung der Theorie der Euklidischen Geometrie. Ferner wird die bildliche Darstellung einer Ebene, in einem dreidimensionalen Koordinatensystem gezeichnet, das reale oder ikonische Modell der Ebenengleichung genannt. Reale (mathematische) Modelle sind sinnlich erfahrbar und haben einen faktischen Bezug zur Wirklichkeit.
Über das Modellkonzept der mathematischen Logik können metamathematische Fragen der Vollständigkeit des Axiomensystems, der Unabhängigkeit einzelner Axiome, der Korrektheit und Widerspruchsfreiheit für ganze wissenschaftliche Theorien sinnvoll gestellt und beurteilt werden.
Dieser modelltheoretische, logische Gebrauch von 'Modell' wird auch in der modelltheoretischen Semantik verwandt, die an formale Linguistik angrenzt.
Unaufgelöster Grundlagenstreit, auch innerhalb der Philosophie der Mathematik, besteht darin, ob die formalen Eigenschaften der mathematischen Theorie genügen, um die mathematischen Modelle zu charakterisieren; und umgekehrt. Die Frage wird in der Wissenschaftstheorie dahingehend diskutiert, ob eine Isomorphie zwischen Theoriestruktur und ihrer Modellklasse bestehen würde.

### Physik
In der Physik spielen Modelle ähnlich wie in der Chemie zur Veranschaulichung und zum Verständnis von Atomen und Elementarteilchen eine große Rolle. Physikalische Theorien und Modelle sind eng verknüpft und bestimmen das Denken in Modellen zur Erkenntnisgewinnung und zum Verständnis von Relationen und Strukturen. Beispiele für Theorien sind die Atomtheorie, die kinetische Gastheorie, die Wellentheorie des Lichts und die Relativitätstheorie. Beispiele für Modelle sind etwa Atommodelle, das Optische Modell in der Kernphysik oder das Standardmodell der Elementarteilchenphysik, aber auch zum Beispiel große Computerprogramme zur numerischen Simulation des Klimas. Zur Modellbildung gehört auch die Mathematisierung physikalischer Gesetzmäßigkeiten. Im didaktischen Bereich werden Modelle häufig im Sinne von Analogien zwischen dem zu untersuchenden Objektbereich und schon erforschten Bereichen benutzt. Zusätzlich werden Demonstrationsmodelle als vereinfachte Abbilder (z. B. das Planetenmodell) benutzt. Simulationen dienen neben der Veranschaulichung physikalischer Zusammenhänge der Überprüfung von Hypothesen. Experimente haben nicht nur im Physikunterricht oft Modellcharakter, indem sie die komplexe Realität vereinfachen und sich bei der induktiven Herleitung von Gesetzmäßigkeiten auf das Wesentliche beschränken. Funktionsmodelle haben beispielsweise eine Bedeutung zur Verdeutlichung der Funktion von einfachen Maschinen.

## Spezielle Ansätze

### Modellplatonismus
Der Begriff wurde durch Hans Albert geprägt. Er kennzeichnet kritisch die Abweichung des neoklassischen Denkstils in der Volkswirtschaftslehre von der Methodologie einer empirischen Sozialwissenschaft. Als Beispiele dienen das Nachfragegesetz, die Quantitätstheorie sowie die Wachstumstheorie.
Obwohl die neoklassische Theorie mit ihren Modellbetrachtungen offenkundig auf das wirtschaftliche Handeln von Menschen gerichtet ist, wird die soziale Verursachung des menschlichen Handelns, wie sie etwa die empirische Sozialwissenschaft auf unterschiedliche Weise in Rechnung stellt, größtenteils ausgeschaltet. Einige Theoretiker leugnen gar die Absicht, kausale Erklärungen zu liefern und begnügen sich anstelle von Aussagen, die Informationsgehalt besitzen, weil sie an empirischen Daten scheitern können, mit Aussagen, die nichts weiter als einen Realitätsbezug aufweisen (d. h. reale Dinge erwähnen). Verbunden wird diese Vorgehensweise mit der Tendenz, die Aussagen so zu gestalten, dass sie schon aufgrund ihrer logischen Struktur wahr sind. Erreicht wird dies durch tautologische Formulierungen oder die Anwendung von konventionalistischen Strategien (Immunisierungsstrategie), wozu zum Beispiel die Verwendung einer expliziten oder impliziten ceteris-paribus-Klausel rechnet. Dieser von ihren Anhängern in ihren praktischen Konsequenzen für die Anwendbarkeit der analytischen Ergebnisse nicht immer überblickte methodische Stil des Denkens in Modellen, die von jedweder empirischen Überprüfbarkeit bewusst oder unbewusst abgeschottet werden, läuft auf eine neuartige Form des Platonismus hinaus. Platon war davon überzeugt, dass die Wirklichkeit durch rein logisches Denken erkannt werde; statt die Sterne zu beobachten, sollten wir deren Bewegungsgesetze durch das Denken ergründen.
In der deutschen Nationalökonomie dominierte damals der Schulenstreit zwischen Begriffsrealismus (Essentialismus) und Modellplatonismus. Diese Frontstellung hält Albert für aus methodologischen Gründen verfehlt; er setzt sich stattdessen ein für Wirtschaftswissenschaft, verstanden als eine empirische Sozialwissenschaft. In diesem Sinne spricht er auch von Marktsoziologie oder einer „Soziologie der kommerziellen Beziehungen“.